# مزبان خضر هادی
مزبان خضر هادی (عربی: مزبان خضر الهادی) ژنرال و سیاستمدار حزب بعث عراق بود. او به عنوان عضو شورای فرماندهی انقلاب از سال ۱۹۹۱ تا سال ۲۰۰۱ خدمت کرد.

## زندگی‌نامه
الهادی در سال ۱۹۳۸ در مندالی، استان دیاله کنونی به دنیا آمد. هادی به شدت به صدام حسین نزدیک بود و از اوایل دهه ۱۹۸۰ به عنوان مشاور کلیدی به ویژه در امور شیعیان خدمت می‌کرد. وی در خرداد ۱۳۶۱ به عنوان وزیر منصوب شد و پیش از آن به عنوان استاندار نجف مشغول به کار بود.
صدام حسین به خاطر نقش هادی در جنگ خلیج فارس و قیام‌های متعاقب آن در سال ۱۹۹۱ در عراق از او تقدیر کرد. هادی به دلیل ارتباط نزدیکش با صدام حسین در مارس ۲۰۰۳ به فرماندهی منطقه مرکزی فرات، یکی از چهار منطقه نظامی عراق در جریان تهاجم سال ۲۰۰۳ منصوب شد.
در ۱ مه ۲۰۰۳ دستگیری هادی توسط نیروهای آمریکایی گزارش شد. سنتکام بعداً ادعا کرد که هادی در ۸ ژوئیه ۲۰۰۳ پس از تسلیم خود به نیروهای ائتلاف در بغداد دستگیر شد.
او در ۱۶ می ۲۰۲۰ بر اثر بیماری لاعلاج در زندان مرکزی ناصریه درگذشت.